# Бухта Бековича
Бухта Бековича — бухта на востоке Каспийского моря, у побережья Туркменистана.
Бухта образована разветвлениями Красноводской косы, и находится в её южной части между косой Бековича и полуостровом Коса. Через полуостров Коса в бухту прорыт канал Кызылсу, по которому осуществляется вход судов из Красноводского залива. В вершине бухты Бековича расположена бухта Кызылсу, на берегу которой расположен посёлок Кызылсу. По состоянию на 2024 год, из-за падения уровня Каспийского моря, бухта у посёлка Кызылсу пересохла, а обширная бухта Бековича, которая доходит до середины Красноводской косы, превратилась в замкнутый водоём, вследствие чего выход в море из посёлка Кызылсу остаётся возможным только по прорытому каналу.
Бухта была названа в честь руководителя русского похода в Хивинское ханство — Александра Бековича-Черкасского.
На берегу бухты расположены развалины крепости, которая была заложена Бековичем и построена в 1719 году. В 1870 году здесь был установлен памятник.